# Evarcha maculata
Evarcha maculata är en spindelart som beskrevs av Rollard, Wesolowska 2002. Evarcha maculata ingår i släktet Evarcha och familjen hoppspindlar. Inga underarter finns listade i Catalogue of Life.